# Furia gialla
Furia gialla (anche conosciuto come 'The Fast Sword') è un film del 1971 diretto da Huang Feng.

## Trama
Un giovane che vive in una fattoria con la sorella e una madre cieca, decide di vendicare la morte del padre. Un poliziotto dovrà portarlo in tribunale per essere processato, ma durante il lungo viaggio dovranno difendersi da una banda di aguzzini a colpi di arti marziali.